# Castrocaro Terme e Terra del Sole
Castrocaro Terme e Terra del Sole (Castruchèira o Castruchêra e Tèra de Sòl in romagnolo), è un comune italiano sparso di 6 539 abitanti della provincia di Forlì-Cesena in Emilia-Romagna. Il comune è composto dal capoluogo Castrocaro Terme e dalle due frazioni di Terra del Sole e Pieve Salutare.
Il comune, che fa parte della regione storica denominata Romagna toscana, sino al 1923 apparteneva alla provincia di Firenze.

## Storia

### Simboli
Stemma

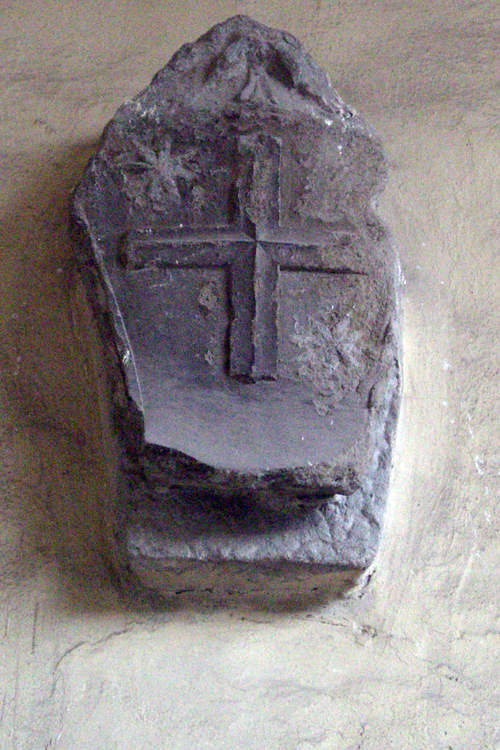
Stemma in pietra della prima metà del '500 con raffigurata una croce.

Lo stemma più antico di Castrocaro (un leone azzurro in campo argento) è quello della famiglia Pagani risalente al 1080.
Successivamente venne adottato uno stemma con una croce rossa su campo argento e in seguito uno stemma con un'aquila in nero incoronata su fondo oro per un privilegio concesso da Federico Barbarossa.
In seguito ad un privilegio concesso da Ottone IV, Imperatore di Germania, allo stemma precedente sarebbe stato aggiunto un ramo di palma verde nel becco dell'aquila. Venne poi cambiato con un leone d'oro su fondo azzurro.
Con il passaggio del castello sotto il dominio di Firenze, allo stemma furono dati i colori fiorentini:
- Nel primo riquadro su sfondo azzurro, con un leone d'oro, passante, armato e lampassato di rosso.
- Nel secondo su sfondo argento una croce in rosso.
- Nel terzo su sfondo oro l'aquila in nero imbeccata e incoronata con nel becco una palma verde.
- Nel quarto riquadro bianco un giglio aperto e bottonato in rosso.

Sotto il dominio fiorentino lo stemma venne modificato e vi si aggiunse una croce piena su cui erano sovrapposte le sei palle medicee con sopra la corona ducale.
Dopo il 1775 lo stemma subì altre modifiche:
- Nel primo riquadro, sfondo rosso e un sole raggiante.
- Nel secondo, sfondo argento e croce in rosso.

Dopo il 1872 si avrà uno stemma formato da un mezzo sole e una mezza croce.
Attualmente lo stemma è così composto:
 Partito: nel 1° d'argento, alla croce di rosso; nel 2° di rosso, al sole figurato e radioso d'oro. La croce, simbolo della Romagna toscana, è unita al sole, arma parlante di Terra del Sole.
(Art. 3 c. 3 dello Statuto comunale)
Gonfalone
(Art. 3 c. 2 dello Statuto comunale)

## Monumenti e luoghi d'interesse

### Architetture religiose
- Chiesa dei Santi Nicolò e Francesco (chiesa parrocchiale di Castrocaro), quattrocentesca, in cui si segnalano i dipinti Madonna col Bambino fra santo Stefano e una santa e Madonna col Bambino fra i santi Antonio abate e Giovanni Battista, del 1450 circa, attribuiti a un non meglio noto Maestro di Castrocaro[10]
- Chiesa di San Nicolò (Castrocaro)
- Chiesa di San Francesco Saverio (Castrocaro), nota anche come Chiesa dei caduti
- Chiesa di San Rocco (Castrocaro), settecentesca, dove sono sepolte le famiglie Giovannini e Conti
- Chiesa di San Giovanni della Murata (Castrocaro), trecentesca, nota anche come Battistero di San Giovanni
- Chiesa parrocchiale di Santa Reparata di Terra del Sole
- Pieve di Santa Reparata (Terra del Sole)

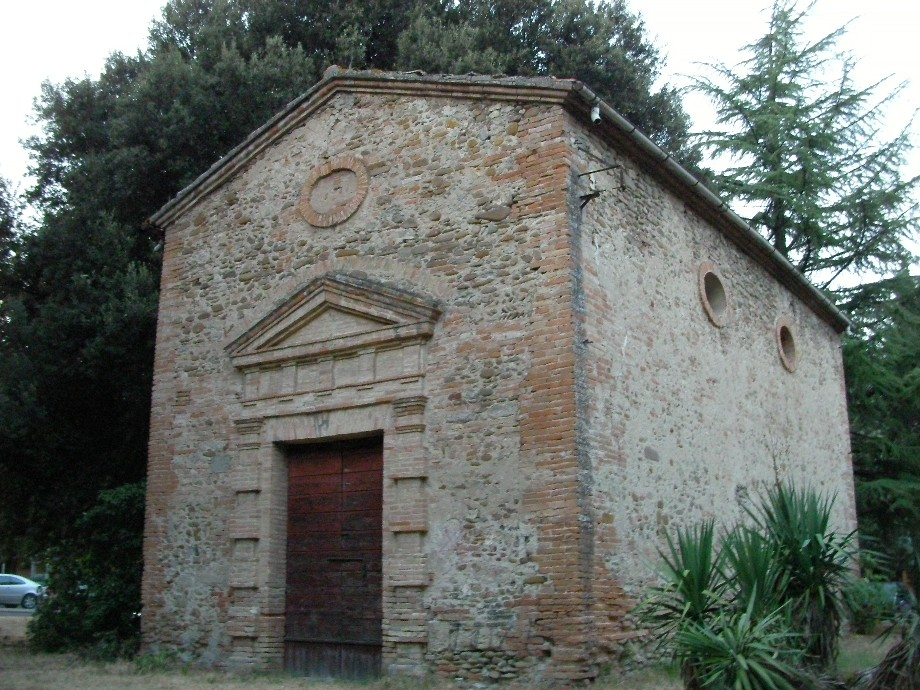
Esterno della chiesetta di San Rocco
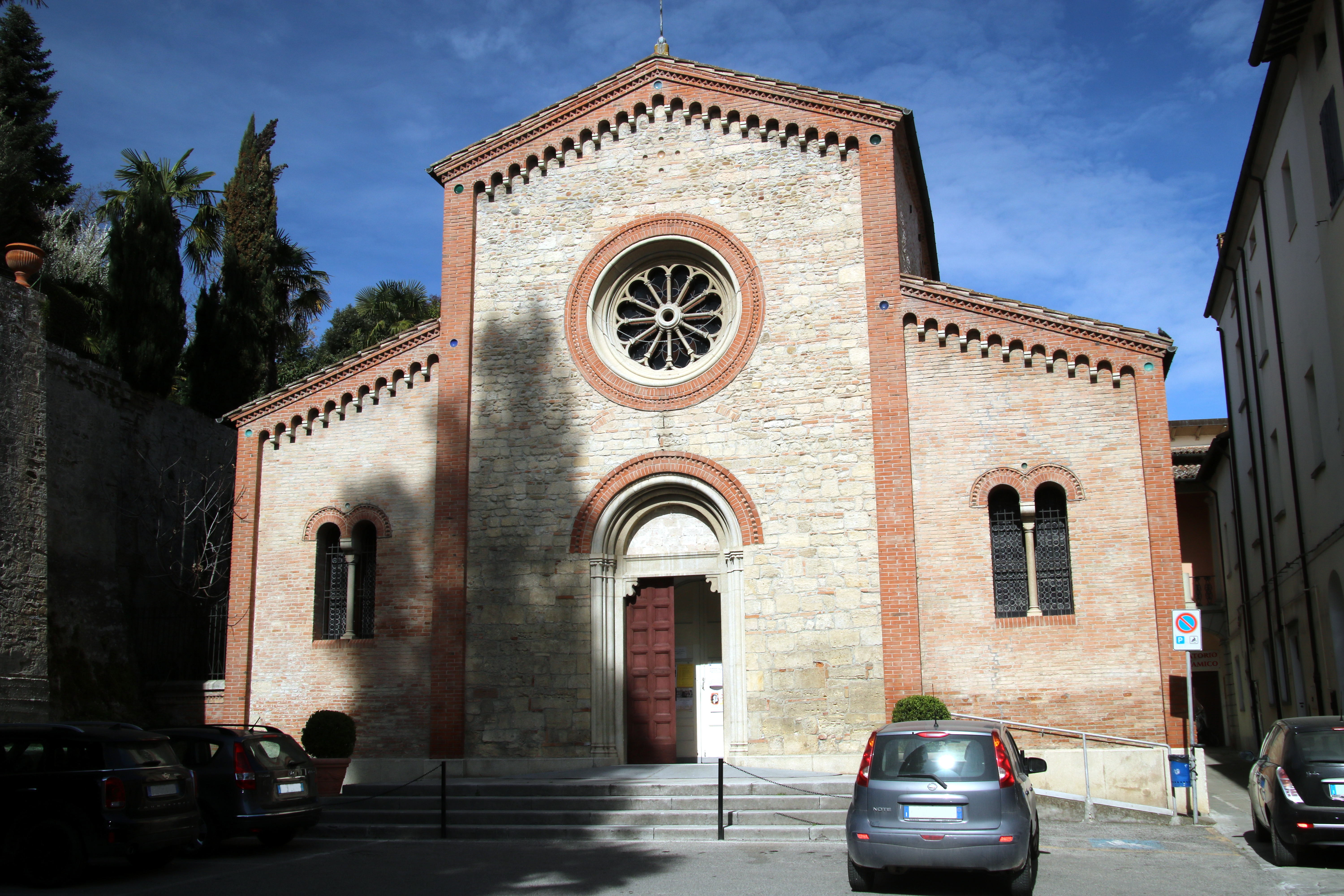
Esterno della chiesa di San Nicolò e Francesco

### Architetture civili
- Palazzo dei Commissari o del Pretorio di Terra del Sole. Ne esiste uno quattrocentesco a Castrocaro.
- Rocca di Montepoggiolo
- Terme e Grand Hotel
- Padiglione delle Feste
- Borgo medievale, con la suggestiva via Postierla, dove è il Palazzo Pretorio, con stemma Mediceo, sede nei Capitani di Giustizia dal 1403 al 1579, quando era capoluogo della Romagna fiorentina;
- Fortezza di Castrocaro, uno dei castelli più antichi d'Italia documentato il 3 dicembre 961 quando nel Castro Aukario si fermò il re Ottone di Sassonia.
- Palazzo Corbizzi del sec. XIV.

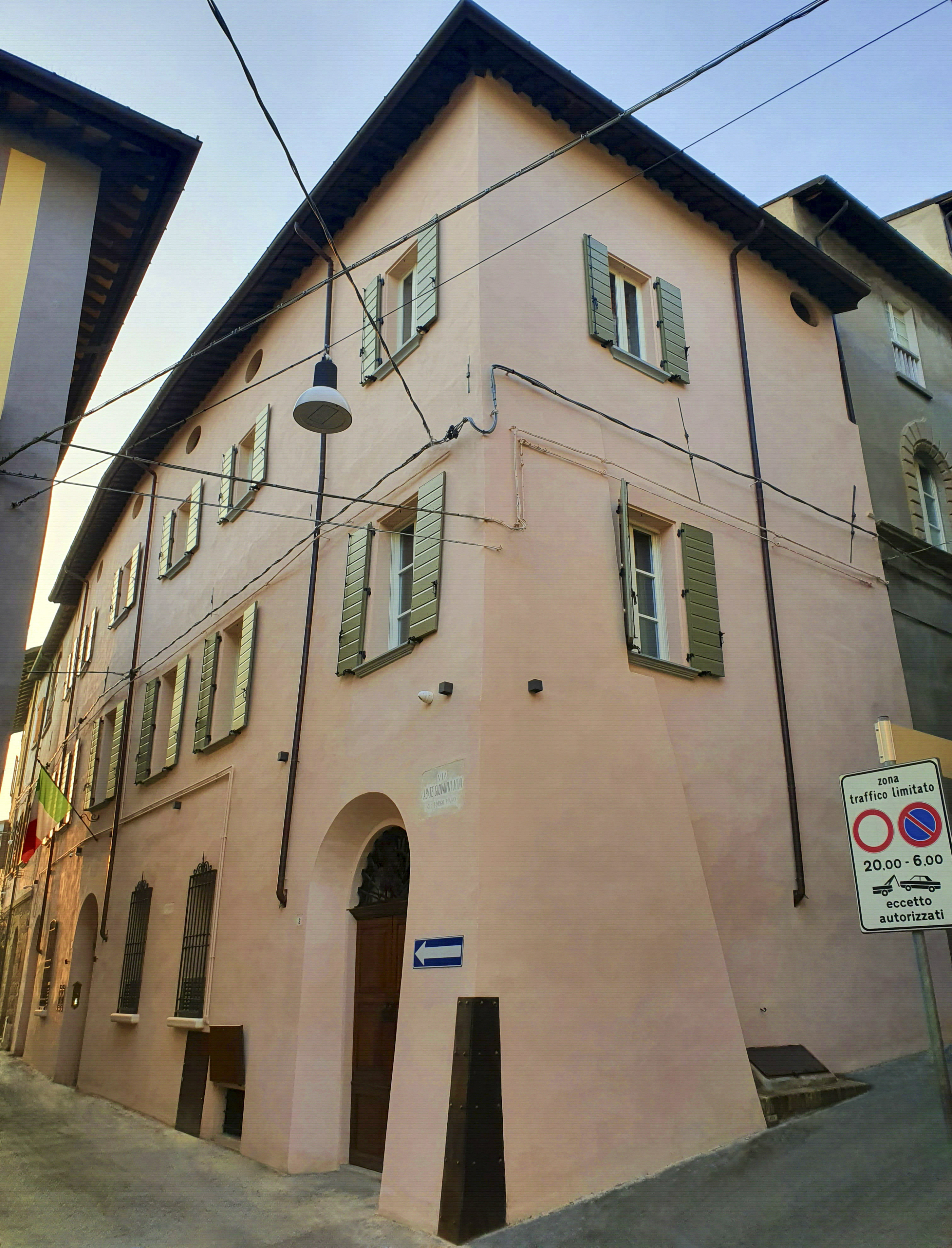
Palazzo Corbizzi
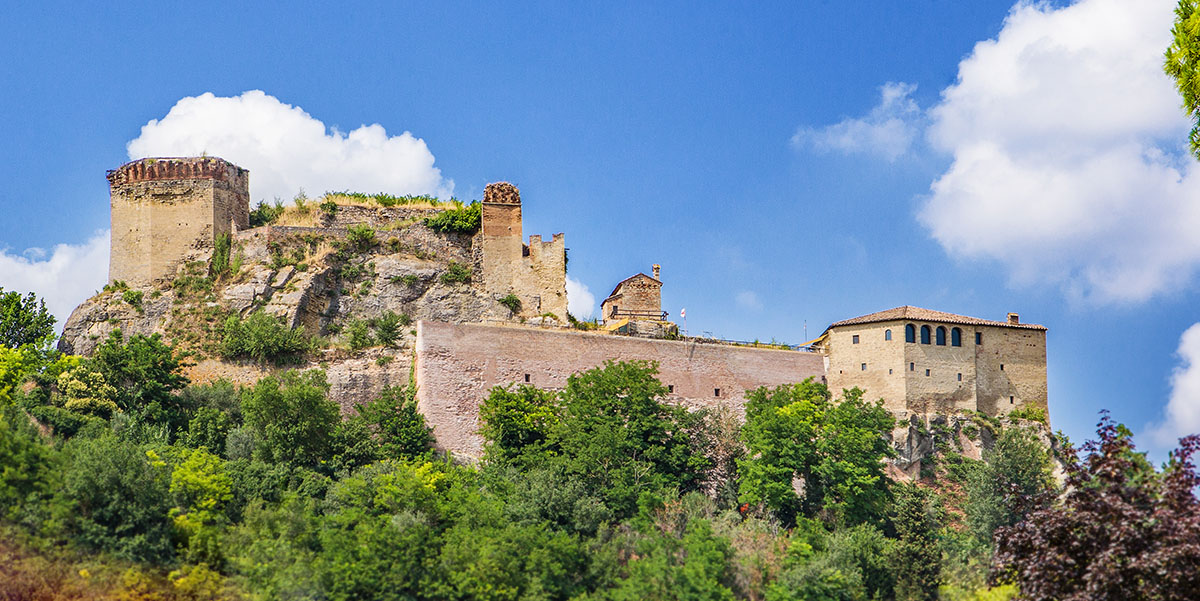
La Fortezza di Castrocaro, sede di un museo storico-archeologico
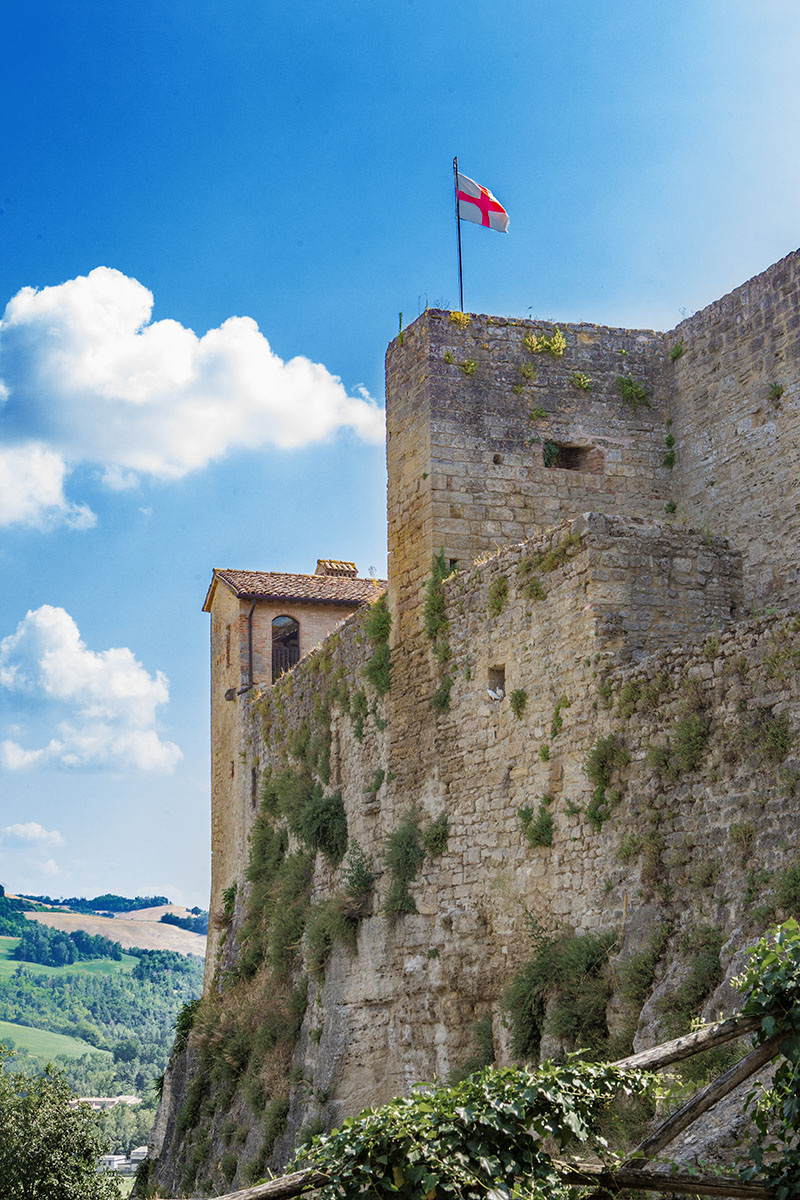
Particolare delle mura
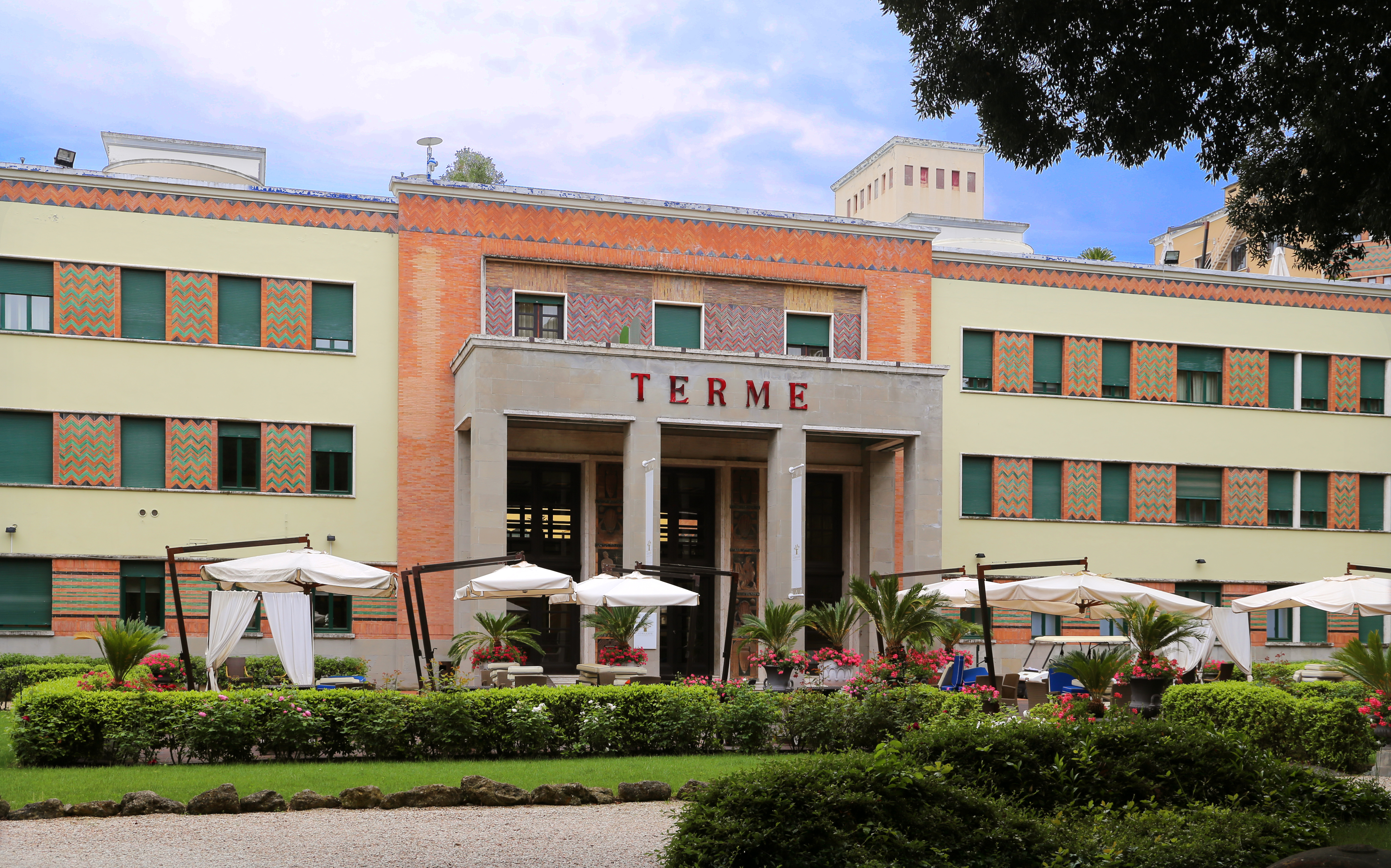
Ingresso delle Terme
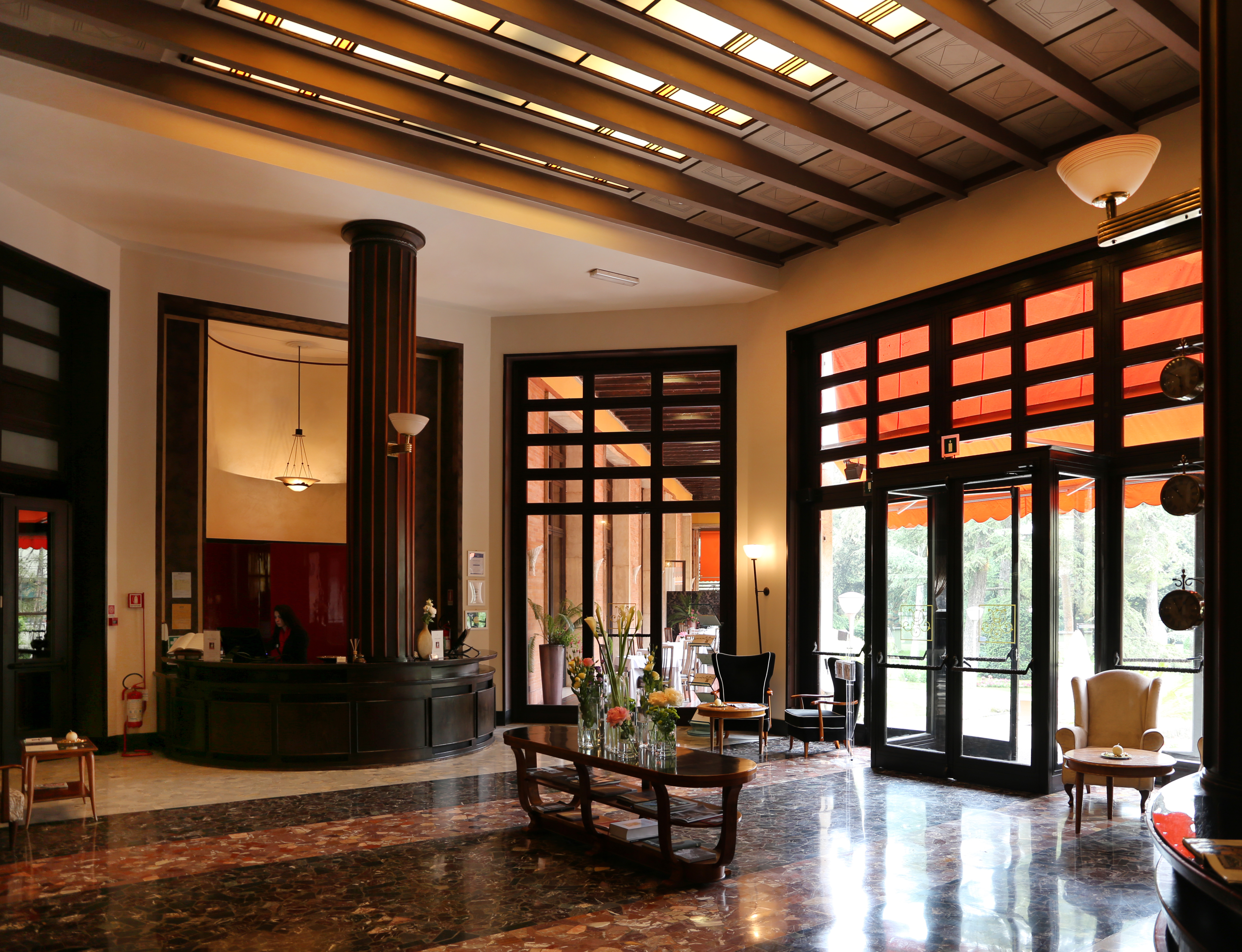
Interno del Grand Hotel
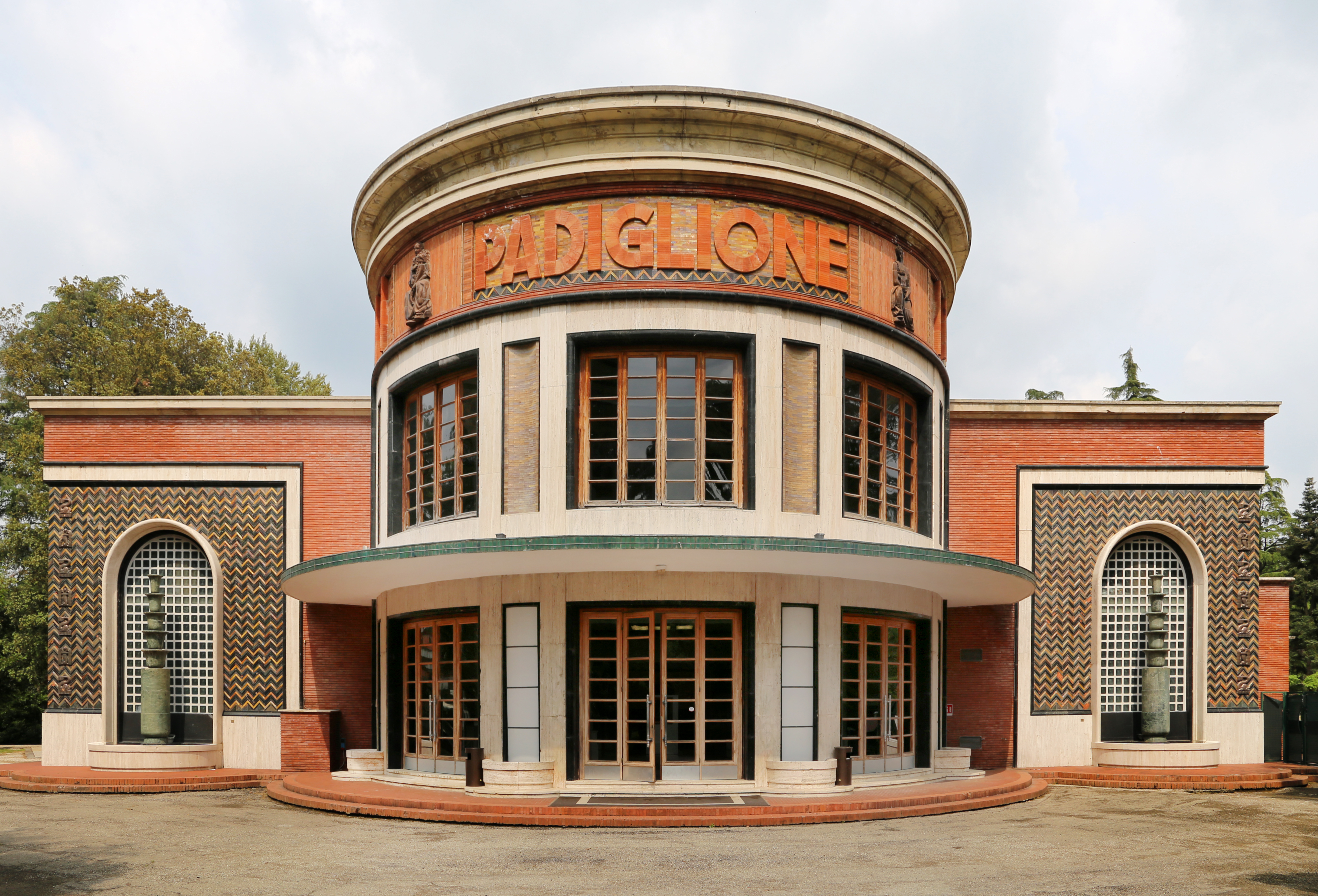
Il Padiglione delle Feste
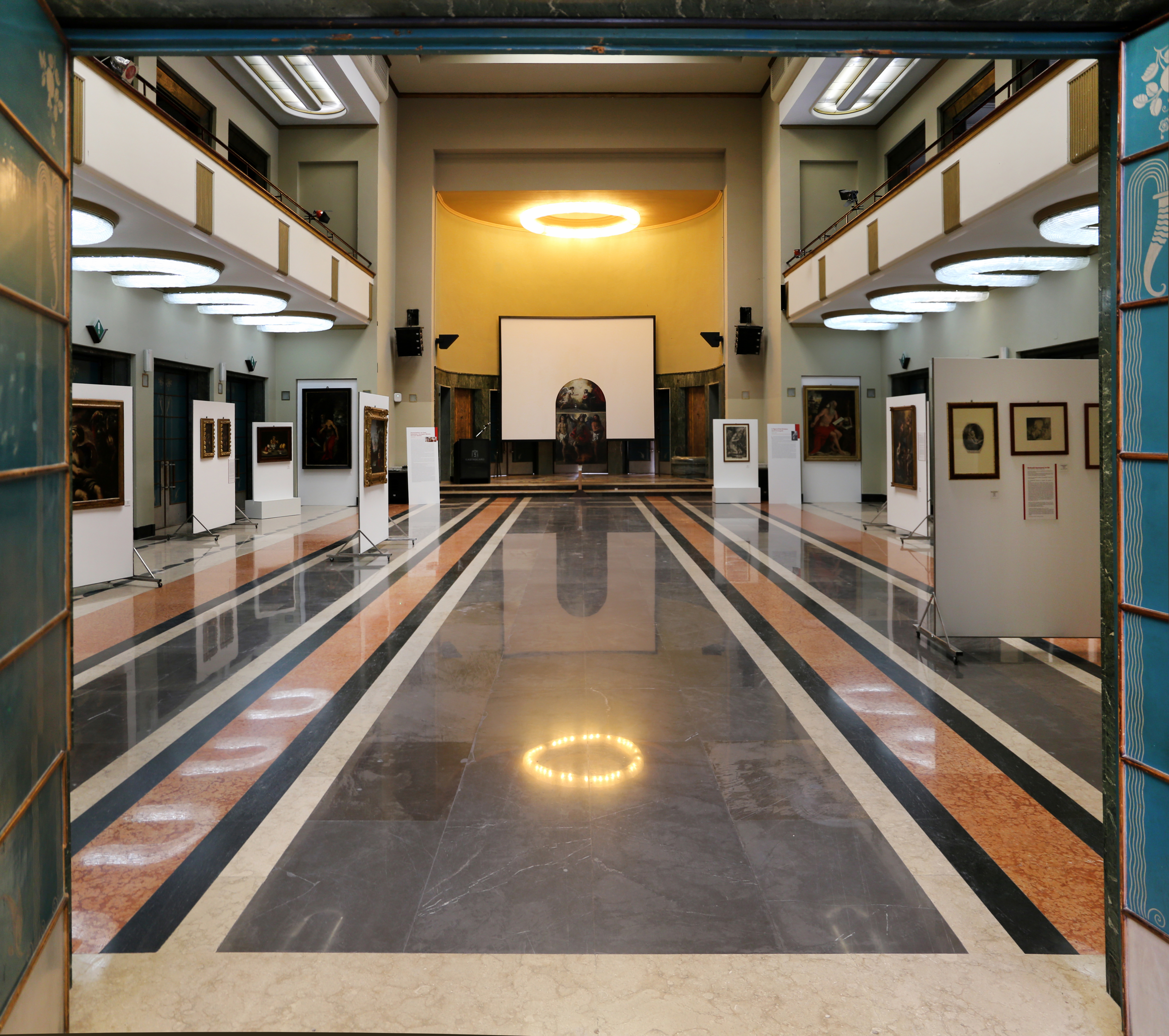
Il Salone del Padiglione delle Feste
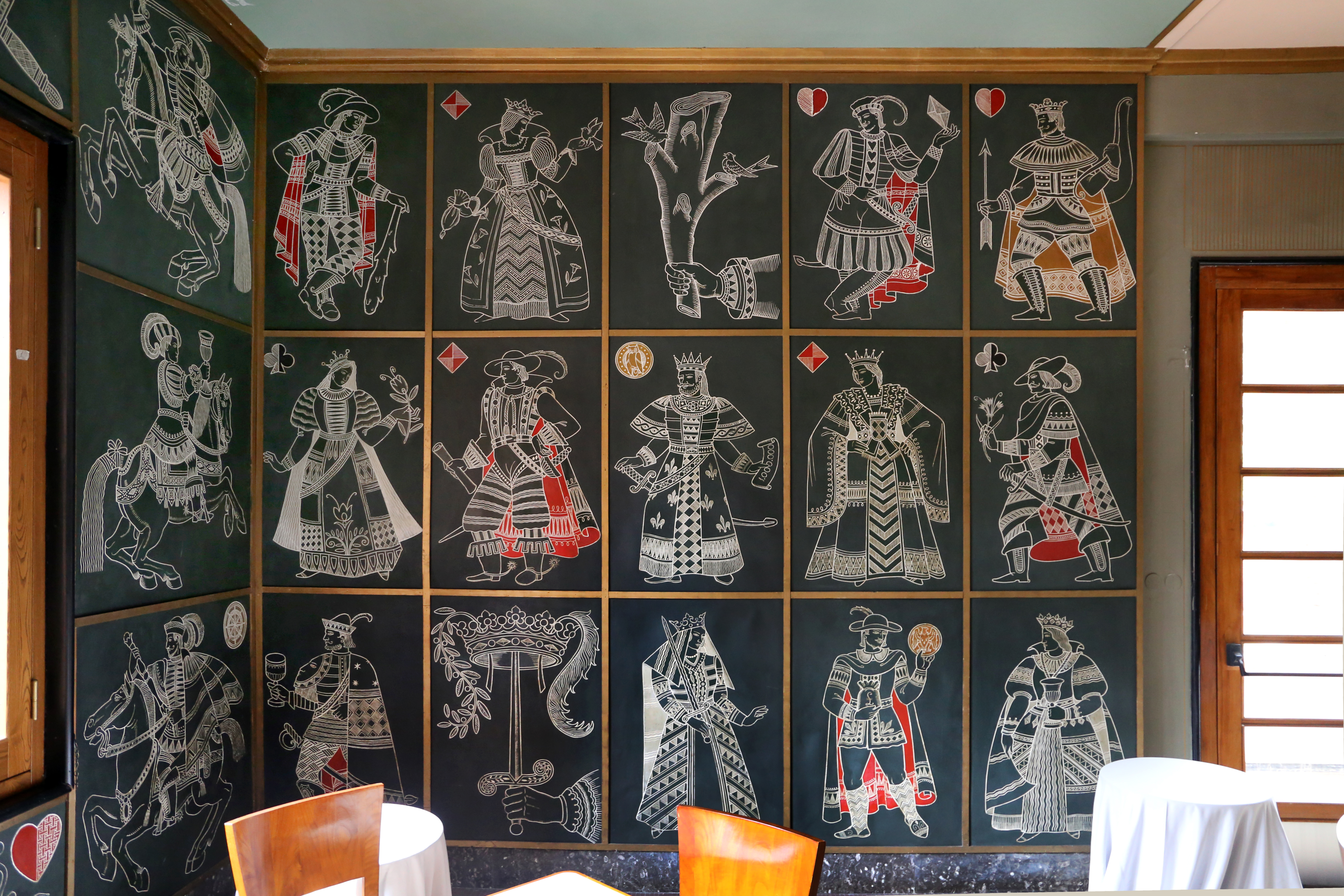
La Sala delle Carte nel Padiglione delle Feste
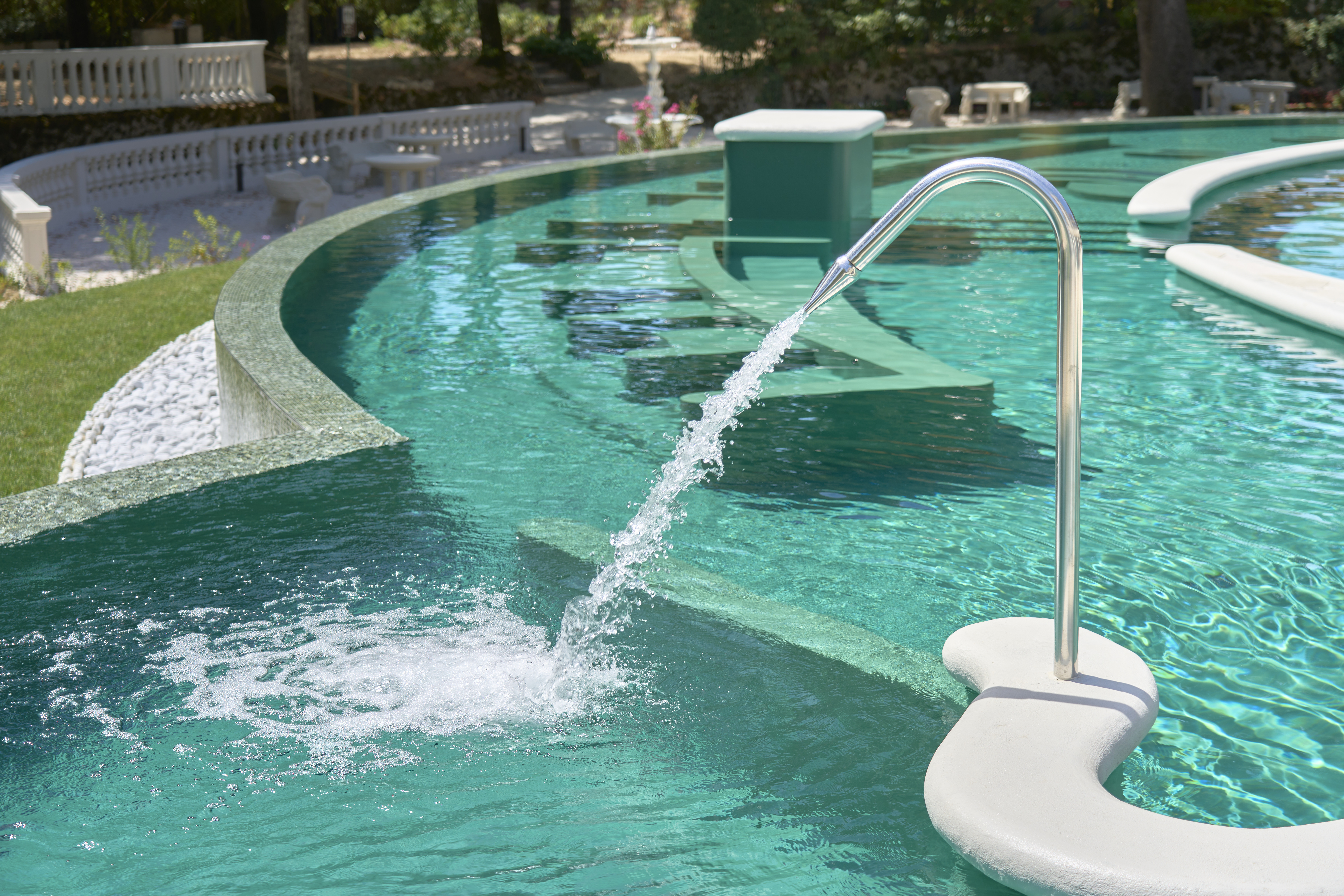
Piscine termali esterne, Terme di Castrocaro

Aree naturali
- Parco delle terme
- Pietramora, Ceparano, Rio Cozzi, Sito d'Interesse Comunitario

## Società

### Evoluzione demografica
Abitanti censiti

### Etnie e minoranze straniere
Al 31 dicembre 2022 la popolazione straniera era di 665 persone, pari al 10,60% della popolazione.

## Cultura
- L'Archivio storico di fonti criminali ha sede nel Castello del Capitano di Piazza o del Governatore di Terra del Sole.

### Musei
- Museo storico della Fortezza di Castrocaro[13]
- Museo dell'uomo e dell'ambiente

### Eventi
- Palio di Santa Reparata e della Romagna Toscana
- Festa patronale della Madonna delle Grazie
- Festa patronale della Madonna dei Fiori
- Festival di Castrocaro Voci Nuove e Volti Nuovi

## Economia

### Turismo
Le maggiori attrattive turistiche del territorio sono:
- La città fortificata di Terra del Sole;
- Il borgo e la Fortezza di Castrocaro;
- Le Terme di Castrocaro. Le sorgenti (oggi di proprietà di una società privata) sono localizzate in una piccola valle ad ovest dell'abitato percorsa dal rio Cozzi, un affluente di sinistra del fiume Montone. Nel 1833 e nel 1835 furono dimostrate le proprietà mediche curative. La costruzione del complesso termale fu avviata nel 1887;
- L'Oasi wwf Gregorina.

## Amministrazione
| Periodo          | Periodo          | Primo cittadino     | Partito                       | Carica                  | Note   |
| ---------------- | ---------------- | ------------------- | ----------------------------- | ----------------------- | ------ |
| 1975             | 1985             | Mario Savelli       | Centro-sinistra               | Sindaco                 |        |
| 6 ottobre 1985   | 11 luglio 1990   | Tonino Biondi       | Centrosinistra                | Sindaco                 | [ 14 ] |
| 12 luglio 1990   | 30 giugno 1992   | Antonella Cimatti   | Centrosinistra                | Sindaco                 | [ 14 ] |
| 30 agosto 1992   | 1º febbraio 1993 | Albamaria Angelilli |                               | Commissario prefettizio | [ 14 ] |
| 18 febbraio 1993 | 14 gennaio 1995  | Franco Cavaliere    | Partito Repubblicano Italiano | Sindaco                 | [ 14 ] |
| 14 marzo 1995    | 16 novembre 1997 | Corrado Metri       | Centrosinistra                | Sindaco                 | [ 14 ] |
| 17 novembre 1997 | 27 maggio 2002   | Maurizio Fussi      | Centrosinistra                | Sindaco                 | [ 14 ] |
| 28 maggio 2002   | 28 maggio 2007   | Maurizio Fussi      | Centrosinistra                | Sindaco                 | [ 14 ] |
| 29 maggio 2007   | 6 maggio 2012    | Francesca Metri     | Centrodestra                  | Sindaco                 | [ 14 ] |
| 7 maggio 2012    | 11 giugno 2017   | Luigi Pieraccini    | Partito Democratico           | Sindaco                 | [ 14 ] |
| 12 giugno 2017   | 12 giugno 2022   | Marianna Tonellato  | Partito Democratico           | Sindaco                 | [ 15 ] |
| 13 giugno 2022   | in carica        | Francesco Billi     | Centrodestra                  | Sindaco                 |        |

## Sport
Nel 1962 Castrocaro Terme è stata sede di arrivo dell'11ª tappa del Giro d'Italia, vinta da Rik Van Looy.
Ha sede nel comune la società di calcio A.S.D. Castrocaro Calcio T.D.S. che milita in Prima Categoria.